# Brother Love’s Travelling Salvation Show
Brother Love’s Travelling Salvation Show ist ein Lied, das von Neil Diamond geschrieben und aufgenommen wurde und als Eröffnungstrack auf dem gleichnamigen Album erschien. Mit seiner Single-Veröffentlichung Anfang 1969 erreichte es Platz 22 auf den Billboard Hot 100.

## Hintergrund
Das Lied erzählt die Geschichte von Bruder Love, einem Evangelisten, der predigend von Stadt zu Stadt zieht. In der Mitte des Liedes hält Diamond eine Predigt in typisch evangelistischem Stil.
Einige evangelistische Gruppierungen in den amerikanischen Südstaaten riefen zum Boykott gegen das Lied und gegen Diamond auf, da sie dem Lied Verunglimpfung und Beleidigung von Evangelisten und darüber hinaus der evangelistischen Bewegung vorwarfen. Als Diamond in einem Interview erklärte, dass es sich ganz im Gegenteil um eine Lobeshymne auf die Gospelmusik und den evangelischen Stil des Predigens und Verehrens handle, ebbte die Kontroverse ab.
Die ursprüngliche 45er-Abmischung des Albumtitels unterscheidet sich von der Albumversion. Abgesehen davon, dass es in mono aufgenommen ist, wird durch das gesamte Lied hindurch ein zusätzlicher Hall verwendet. Neil Diamonds Stimme wurde über die Leadstimme gespielt, was eine Harmonie schaffte. Ein Abschnitt mit einer Röhrenglocke wurde hinzugefügt, der auf „Take my hand in yours...“ folgte. Das Fade-Out des Liedes ist in die Länge gezogen mit einem lauten Horn-Abschnitt und einem Abschnitt mit einem rasselnden Tamburin. Sämtliche Diamond-CD-Kompilationen verwenden die Albumabmischung.

## Rezeption
Das Billboard Magazin beschrieb die Single als „powerful piece of rhythm material with a potent lyric.“
Der New Rolling Stone Album Guide bezeichnet Brother Love’s Travelling Salvation Show als „genuinely demented.“ (wahrhaft verrückt)

## Coverversionen (Auswahl)
- 1969 sang Peggy Lee eine Coverversion des Liedes auf ihrem mit dem Grammy ausgezeichneten Album Is That All There Is?[1]
- Dolly Parton führte das Lied bei zahlreichen Gelegenheiten auf, inklusive ihrer 1976–77 Varieté Show, wie auch in ihrem 1983 gegebenen Konzert im London Dominion Theatre, was später ausgestrahlt wurde als das TV Special Dolly in London.
- Sonny & Cher coverten es auf ihrem Album Mama Was a Rock and Roll Singer, Papa Used to Write All Her Songs.[1]
- David Spade lippen-synchronisierte und sang dann schließlich das Lied, als er Neil Diamond in seinem Film von 1999 Get The Dog – Verrückt nach Liebe imitierte.
- Die Country Gruppe The Wright Brothers Band machte eine Coverversion und änderte dabei die Textstelle „Take my hand in yours“ in „Take my hand, dear Lord.“

## Trivia
Im Jahr 2019 wurde das Lied im Trailer von Once Upon a Time in Hollywood wie auch im Film selbst als Teil des Soundtracks verwendet.